# 窄身鋸花鱂
窄身鋸花鱂，為輻鰭魚綱鯉齒目鯉齒亞目花鳉科的其中一種，分布於中美洲墨西哥Grijalva河至Usumacinta河流域，體長可達4.5公分，棲息在水流快速的溪流，屬肉食性，以昆蟲等為食，生活習性不明，可作為觀賞魚。

## 擴展閱讀
維基物種上的相關：窄身鋸花鱂